# Voloseanka, Velîkîi Bereznîi
Voloseanka (în ucraineană Волосянка) este localitatea de reședință a comunei Voloseanka din raionul Velîkîi Bereznîi, regiunea Transcarpatia, Ucraina.

## Demografie
Componența lingvistică a localității Voloseanka
     Ucraineană (99,57%)
     Alte limbi (0,43%)
Conform recensământului din 2001, majoritatea populației localității Voloseanka era vorbitoare de ucraineană (99,57%), existând în minoritate și vorbitori de alte limbi.